# ستان دريك
ستان دريك (بالإنجليزية: Stan Drake)‏ هو رسام توضيحي أمريكي، ولد في 9 نوفمبر 1921 في بروكلين في الولايات المتحدة، وتوفي في 10 مارس 1997 في نوروولك في الولايات المتحدة.

## وصلات خارجية
- ستان دريك على موقع IMDb (الإنجليزية)
- ستان دريك على موقع كينوبويسك (الروسية)